# Michail Janšin
Michail Janšin (Juchnov, 2 novembre 1902 – Mosca, 16 luglio 1976) è stato un attore sovietico.

## Filmografia parziale

### Attore
- Il tenente Kiže (1934)
- Zaključёnnye (1936)
- Svad'ba (1944)

## Premi
- Artista onorato della RSFSR
- Artista popolare della RSFSR
- Artista del popolo dell'Unione Sovietica
- Premio di Stato dell'Unione Sovietica
- Ordine di Lenin
- Ordine della Bandiera rossa del lavoro
- Ordine del distintivo d'onore